# Karl-Heinz Riedle
Karl-Heinz Riedle (n. 16 septembrie 1965, Weiler-Simmerberg, Bavaria, Germania) este un fost fotbalist german, care a jucat pe postul de atacant.
Poreclit „Aerul” pentru felul în care sărea și se sincroniza la loviturile cu capul, a jucat 207 meciuri în Bundesliga pe decursul a opt sezoane, marcând 62 din cele 72 de goluri pentru Werder Bremen și Borussia Dortmund.
A jucat pentru Germania timp de șase ani, Riedle reprezentând țara la două Campionate Mondiale de Fotbal – câștigând ediția din 1990 – și Euro 1992.

## Palmares

### Club
Werder Bremen
- Bundesliga: 1987–88
- DFL-Supercup: 1988
- DFB-Pokal: Locul doi 1988–89, 1989–90

Borussia Dortmund
- Liga Campionilor UEFA: 1996–97
- Bundesliga: 1994–95, 1995–96
- DFL-Supercup: 1995, 1996

### Țară

#### Germania
- Campionatul Mondial de Fotbal: 1990
- Campionatul European de Fotbal: locul doi 1992
- Jocurile Olimpice de vară: Medalia de bronz 1988

### Individual
- Campionatul European de Fotbal: Cel mai bun marcator 1992 (comun)

## Legături externe
- de Karl-Heinz Riedle la fussballdaten.de
- Karl-Heinz Riedle la Soccerbase
- Karl-Heinz Riedle statisticile carierei de antrenor la Soccerbase
- Karl-Heinz Riedle pe site-ul National-Football-Teams.com
- Karl-Heinz Riedle pe site-ul FIFA (arhivat)
- Liverpool historic profile
- en Karl-Heinz Riedle la Olympedia.org